# Чечерськ
Чече́рськ (біл. Чачэрск) — місто в Білорусі, центр Чечерського району Гомельської області. Розташоване місто за 67 км на північ від Гомеля при впадінні річки Чечора в річку Сож за 37 км від залізничної станції Буда-Кошельово на лінії Гомель-Жлобин. Автомобільними дорогами з'єднаний з Кормою, Будою-Кошельовою, Вєткою і автомагістраллю Гомель-Могильов.

## Історія
Численні матеріали археологічних розкопок свідчать що територія з давніх часів мала поселення. Стародавнє городище 10 століття Замкова Гора на правому березі Чечори у 12-13 столітті виросло у місто. Вперше в письмових джерелах воно згадується в Іпатіївському літопису у 1159 році як місто радимичів Чечерськ, що київський князь Ізяслав Давидович повернув разом з Мозирем чернігівському князю Святополку Олеговичу.
З середини 14 століття у Великому князівстві Литовському, центр волості. Тут був побудований замок. Згадується у переліку руських міст далеких і близьких кінця XIV століття як «київське» місто. З 1509 року містечко, центр староства, яке мало право міського самоврядування. В 1629 році Чечерську були дані привілеї на щотижневу торгівлю і на 2 двотижневих ярмарку на рік.
Після першого поділу Речі Посполитої у 1772 році Чечерськ як центр повіту в Рогачевській провінції увійшов до складу Російської імперії. У 1774 році подарований Катериною II генерал-губернатору графу Захарію Чернишову, за ініціативою якого в у 2-й половині 18 століття в місті побудовані Спасо-Преображенська церква, кам'яна ратуша, кріпосницький театр з оркестром, 2 лікарні та ін. У 1880 році тут налічувалося 266 будинків, 1,7 тис. жителів, 2 училища, торгували 76 крамниць.
З 1919 року поселення в Гомельській губернії, у складі РРФСР, з 1926 року — в БРСР, центр району. У 1938 році йому надано статус селища міського типу. У 1939 році проживало 5,1 тис. осіб. У роки Другої світової війни окупанти знищили в селищі близько 500 громадян. 27 листопада 1943 року Чечерськ звільнили війська Білоруського фронту.
З 1971 року Чечерськ — місто.

## Економіка

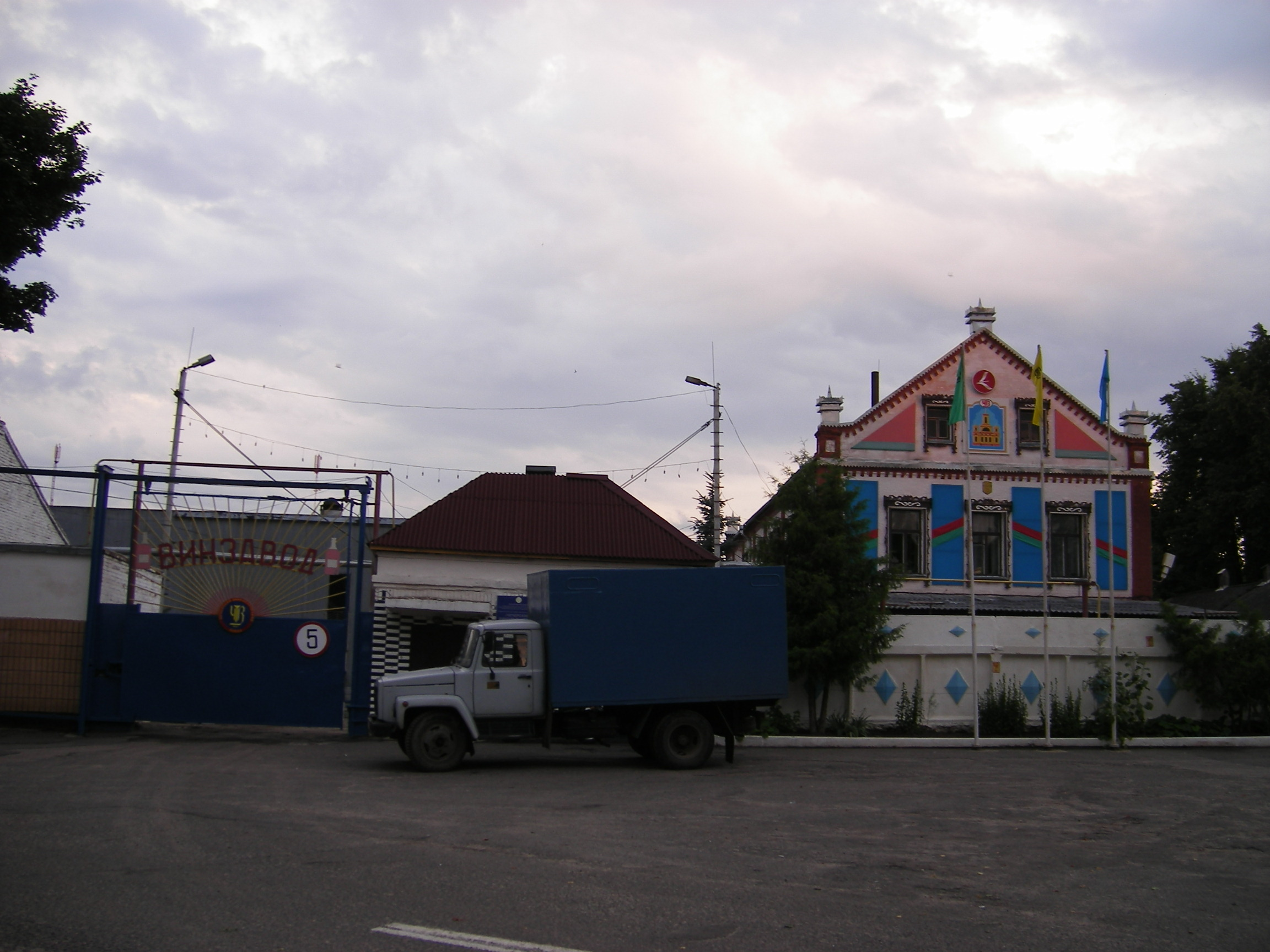
Чечерський винний завод

У виробничій зоні працюють винний завод, АТ «Чечерський Агросервіс», спецлісгосп, торговельне підприємство «Надія», АСБ «Беларусбанк», ВАТ «Белагропромбанк»

## Освіта та культура
Є 2 середні, художня, спортивна школи, 3 бібліотеки, Будинок культури. Створено історико-етнографічний музей. Видається газета «Чечерський вісник».

## Забудова
Історична частина Чечерська має регулярну забудову. Прямокутні квартали і система геометрично вірних вулиць. Нерегулярний характер зберегла лише вулиця Замкова. Одноманітність планувальної схеми міста порушено системою площ з культовими будівлями і ратушею. У його центрі сконцентровані 2-5-поверхові будови. Створено новий мікрорайон з 3-5-поверховими житловими будинками. Переважає індивідуальна забудова.

## Відомі люди
У цьому місті проїздом із заслання був Олександр Сергійович Пушкін, Катерина II брала участь у відкритті Свято-Преображенської церкви, зустрічалася тут з графом Румянцевим. Відвідував Чечерськ і Микола I.

## Визначні місця
- Спасо-Преображенська церква
- Ратуша
- Городище Замкова Гора
- Історично-етнографічний музей